# Theodoricus monachus
Theodoricus monachus (Theoderik eller Tjodrek munk) var en norsk kyrkoman som, troligen på 1170-talet, författade en norsk historia på latin: Historia de antiquitate regum Norwagiensium. Boken räknas som den äldsta av de tre synoptiska verk som skrivits i Norge om norska medeltidskungar. De två andra är Historia Norvegiæ och Ágrip af Nóregs konungasögum.

## Theodoricus’ identitet
Vem Theodoricus var, är okänt. Hans dopnamn var troligen Þórir (det vill säga Tore), men då han som lärd skrivare skaffade sig en latinsk identitet tycks han ha valt namn efter den sägenomspunne goterkungen Theoderik den store. I Saint Victor-klostret i Paris finns två medeltida norrmän registrerade som båda hette Tore men kallade sig Theodoricus. Den ene blev senare känd som biskop Tore på Hamar (död 1196), den andre blev ärkebiskop och hette Tore Gudmundsson (död 1214). Eftersom båda dessa herrar studerade på Saint Victor och det är känt att flera av de verk som citeras i Theodoricus’ Historia fanns i just detta klosterbibliotek vid denna tid, är det troligt att författaren är en av dessa två. Theodoricus uppger sig också i boken ha en viss anknytning till Tröndelag, vilket tycks stämma bäst på Tore Gudmundsson. Historikern Arne Odd Johnsen har framlagt en rad indicier för att styrka denna identifiering, dock utan att själv anse frågan vara slutgiltigt löst. Att författaren fått den anspråkslösa titeln monachus (munk) kan ha en mängd förklaringar. Historikern Ludvig Daae ansåg att Theodoricus under någon tid kan ha varit munk i benediktinklostret Nidarholm, men beteckningen monachus, som bara nämns i inledningen och slutet, kan lika gärna ha blivit tillfogad av en kopist i efterhand. 

## Verk
Historia de antiquitate regum Norwagiensium berättar historien om de gamla norska kungarna från Harald Hårfager till Sigurd Jorsalafare, det vill säga tiden från sent 800-tal till år 1130. Verket är dedicerat till ärkebiskop Eystein Erlendsson och har troligen tillkommit före år 1180. Krönikan sätter dock punkt vid kung Sigurds död 1130, vilket författaren känslosamt förklarar bero på att han inte kunnat förmå sig till att skildra det efterföljande inbördeskrigets fasor. 
Theodoricus var, enligt egen uppgift, den förste som skrev en norsk historia. Han citerar en nu förlorad regentlängd Catalogus regum Norwagiensium som något avviker från den isländska traditionen, men tycks för övrigt ha förlitat sig på uppgifter som bevarats i de isländska skaldekvädena. Snorre Sturlasson var med andra ord inte den förste som använde skaldedikter som historiska källor, men om dessa kväden fortfarande fanns kvar i norsk muntlig tradition eller om författaren hade tillgång till uppteckningar är omöjligt att säga.